# Meta stridulans
Meta stridulans là một loài nhện trong họ Tetragnathidae.
Loài này thuộc chi Meta. Meta stridulans được miêu tả năm 1987 bởi Wunderlich.